# Michael Kiehn
Michael Kiehn (1956) es un botánico de campo alemán, con reconocida autoridad en el género Bulbophyllum de la familia de las orquídeas.
Trabaja como investigador, con la enorme colección del herbario del Museo de Historia Natural de Viena (NHM), y docente en el Instituto de Botánica, de la Universidad de Viena

## Algunas publicaciones
- g.a. Fischer, b. Gravendeel, a. Sieder, j. Andriantiana, p. Heiselmayer, p.j. Cribb, e.d.c. Smidt, r. Samuel, m. Kiehn. 2007. Evolution of resupination in malagasy species of Bulbophyllum (Orchidaceae). Molecular Phylogenetics and Evolution 45: 358-376
- La abreviatura «Kiehn» se emplea para indicar a Michael Kiehn como autoridad en la descripción y clasificación científica de los vegetales.[3]